# Skrîhalivka, Fastiv
Skrîhalivka (în ucraineană Скригалівка) este localitatea de reședință a comunei Skrîhalivka din raionul Fastiv, regiunea Kiev, Ucraina.

## Demografie
Componența lingvistică a localității Skrîhalivka
     Ucraineană (95,75%)
     Rusă (2,94%)
Conform recensământului din 2001, majoritatea populației localității Skrîhalivka era vorbitoare de ucraineană (95,75%), existând în minoritate și vorbitori de rusă (2,94%).